# Piseinotecus gaditanus
Piseinotecus gaditanus é uma espécie de molusco pertencente à família Piseinotecidae.
A autoridade científica da espécie é Cervera, García-Gómez & García, tendo sido descrita no ano de 1987.
Trata-se de uma espécie presente no território português, incluindo a zona económica exclusiva.